# Joseba Arregui Magariño
Joseba Arregui Magariño (Azpeitia, Guipúzcoa, 7 de febrero de 1974) es un exfutbolista español que se desempeñaba como delantero.

## Clubes
| Club              | País   | Año       |
| ----------------- | ------ | --------- |
| Real Unión        | España | 1994-1995 |
| S. D. Eibar       | España | 1995-1997 |
| Bilbao Athletic   | España | 1997-1999 |
| Hércules C. F.    | España | 1999-2003 |
| Villajoyosa C. F. | España | 2003-2004 |